# IC 1993
IC 1993 — спиральная галактика переходного типа в созвездии Печи. Открыта 19 ноября 1897 года Льюисом Свифтом. Находится на расстоянии около 50 млн световых лет, лучевая скорость составляет 1057 км/с, это одна из наиболее близких к нам галактик скопления Печи. Входит в состав скопления Печи наряду с 200 другими галактиками.
IC 1993 является галактикой с несколькими спиральными рукавами в диске, относится к классу (R')SA(s)bc, то есть является спиральной галактикой переходного типа с кольцом во внешней области. Галактика расположена далеко от центра скопления Печи. Вблизи галактики на земном небе находится звезда переднего плана, вследствие чего подробные наблюдения IC 1993 проводить сложно.
Видимая звёздная величина галактики равна 12,6. На небе Земли объект обладает угловыми размерами 2,5' x 2,2', что соответствует линейным размерам около 45000 световых лет.
IC 1993 является одной из 25 галактик, у которых есть кольца или участки колец. Объект напоминает более близкие галактики такого типа по своей структуре, размерам и клочковатым областям звездообразования. Возраст областей звездообразования варьируется от 108 до 109 лет, массы областей достигают нескольких единиц × 108 масс Солнца (данные на основе моделей эволюции цвета). Возраста сгустков сопоставимы с ожидаемым временем жизни кольцевых структур, если они формировались в результате столкновений.
Существует ещё 15 других галактик, напоминающих арки в галактиках с частичными кольцами, но не обладающих наблюдаемым излучением диска. Сгустки в областях звездообразования обладают более синим цветом на всех красных смещениях, если сравнивать со сгустками в кольце и частичных кольцевых структурах. В них сгустки моложе, чем в кольцах и их участках, примерно в 10 раз. В большинстве отношений они напоминают галактики-цепочки, если только не обращать внимание на кривизну.
Несколько колец являются симметричными с центральными ядрами. Они могут быть проявлениями внешних резонансов Линдблада, хотя некоторые такие галактики не обладают барами или спиральными ветвями. Если симметричные кольца являются резонансными, то они могут быть предшественниками современных резонансных колец, которые в среднем лишь на ~30% крупнее в среднем. Такая схожесть радиусов показывает, что кинематика галактик ослабилась не более чем на ~30% в течение последних ~7 млрд лет. Такие случаи галактик без баров можно считать случаями рассосавшихся баров.